# POP字體
POP字體是一種常使用於廣告與海報設計的字體，類似於拉丁字母文字中的無襯線體。POP為Point of Purchase advertising的縮寫，中文翻譯應為「購買廣告的據點」，此翻譯非直譯法，翻譯成這樣是因為此字體多用於廣告（advertising，簡稱AD）用途。

## 書寫方式
書寫時請以圖畫的方式書寫，此字體書寫時可以不用遵照應有的筆劃書寫，以自己方便書寫的角度及方式書寫即可，一般我們通常使用麥克筆及水性美工筆等筆頭斜45度角之筆書寫，但不建議使用螢光筆及油性美工筆書寫，在風乾過程中盡量讓室內保持空氣流通， 除了加速乾燥外，也避免美工筆內的有毒物質殘存在室內。

## 外部連結
- Tutorial for writing in POP
- POP world（页面存档备份，存于）
- Japanese POP usage site（页面存档备份，存于）
- Japanese POP information site